# Гіперизм
Гіпери́зм — явище помилкового, непослідовного уявлення про структурну організацію мовної системи та її підсистем, про логічність ієрархії їхніх смислових зв'язків; це перенесення нормативних ознак на певні явища, які не підпорядковуються дії цієї норми.
Система діалектного вокалізму є тектонічною, тому постійно перебуває в ру́сі. У результаті зіткнення та переплетення говірок, що є історично зумовленим процесом, широкий спектр протиставлень функціональних та структурних особливостей діалектологічних одиниць, їхня контрастність зумовлюють появу такого явища як гіперизм.

## Явище гіперкоректності у мовній системі
Гіперизм або явище гіперкоректності ґрунтується на засадах «народної етимології», коли у процесі історичного розвитку народу та мови учасники мовної спільноти певним явищам, предметам, процесам надають специфічних номінацій, що є віддзеркаленням їхньої свідомості, але, як правило, ці денотати не відповідають нормам літературної мови. 
Гіперизм виникає у результаті зіткнення двох мовних систем при міжмовній та інтердіалектній взаємодії, що своїм антитетизмом являють певну дихотомію. Таким чином гіперизм виникає як заперечення, виведення помилкових мовних форм, які стають органічною складовою діалектної системи, проте деякі з них можуть усвідомлюватися й виправлятися.

## Різновиди гіперизмів у системі української діалектної мови
У системі вокалізму української діалектної мови виділяються такі різновиди гіперизмів:
1. Гіперичне «окання», що витворилося як похідне явище від «укання». Поширення: слобожанські говірки на Старобільщині та говірки південного Поділля. Наприклад, одова (удова), опир (упир), осадьба (усадьба) та ін.
2. Гіперичне «окання», що виникло на стику зон поширення «акання». Засвідчено в нижньонадприп’ятських, правобережнополіських говірках, де це явище визначається дослідниками як таке, що має системний характер: кортопля, бозар, думоть та ін.; у  говірках Сумської та суміжних з ними говірках Харківської областей, де це явище детермінується лише в окремих словах:  оптека, окаційа та ін.; у південнобессарабських говірках на Одещині: обрикоса, одвокат (адвокат) та ін.
3. Гіперичне «ікання» відповідно до закономірних [о] та [e], що спостерігаються на українсько-польському та українсько-білоруському пограниччі від відповідних польських та білоруських форм, зокрема в надсянських говірках: дохтір, вівер (овес); та в українських говорах на Брестщині: хворіб, Оніпрій.

Явище гіперизм спостерігається на лише на фонетичному рівні, а й у площині інших підсистем мовної системи:
1. На акцентуаційному рівні гіперизм виникає внаслідок тісної взаємодії діалектних систем із фіксованим та вільним наголосом. Наприклад, у надсянських говірках постали форми зі зміненим наголосом як реакція на парокситонічний наголос(на передостанній склад) сусідніх польських говірок: батьˈко, дядьˈко та ін.
2. У граматичній будові явище гіперкорекції виявляється у трансформації усталених граматичних форм, у родовій віднесеності частини іменників та ін. Наприклад, у волинських говірках із типовим впливом родового відмінка однини іменників на форми давального і місцевого відмінків: Р.в. миски – Д.в мисці – М.в. на мисці – витворилася гіперична форма Р.в. мисці.

## Висновок
Отже, явище гіперизму є розповсюдженим у діалектній системі мови й постає як результат тісної взаємодії різних говірок та полярно антагоністичних мовних систем, на основі цих контактів й постають гіперкорекції як вияв інтелектуальної та рефлекторно-емпіричної діяльності мовців, їхньої свідомості, у результаті якої витворюються нові діалектні форми, ареалом побутування яких є системи наріч, говорів та говірок.